# Tallskål
Tallskål (Lachnellula suecica) är en svampart som först beskrevs av de Bary ex Fuckel, och fick sitt nu gällande namn av John Axel Nannfeldt 1953. Tallskål ingår i släktet Lachnellula och familjen Hyaloscyphaceae.  Arten är reproducerande i Sverige. Inga underarter finns listade i Catalogue of Life.